# Francisco Alfonso Pimentel y Borja
Francisco Alfonso Pimentel y Borja (12 de marzo de 1707-Madrid, 9 de febrero de 1763), grande de España de primera clase, XI duque de Benavente, II duque de Arión, X de Medina de Rioseco (desde 1736) y XIII de Gandía, conde de Mayorga, XIII de Alba de Liste, de Villaflor y de Oliva, VII marqués de Jabalquinto y de Lombay, señor de la Casas de Quiñones, Herrera, Almanzora y Estiviel, del castillo fuerte de Luna y de las villas de Garrovillas de Alconétar, Bembibre, Castrocalbón, Carbajales, Pego, Puebla de Rugar, Castellón y Cofrentes con su valle. También fue alcalde perpetuo de los alcazáres reales de Soria y Zamora, alférez mayor, alguacil mayor, alcalde, escribano mayor de sacas de Zamora y gentilhombre de la casa del Rey con ejercicio. Dados sus servicios a los reyes Fernando VI y Carlos III, fue nombrado caballero de la Orden de San Genaro.
Era hijo de Antonio Francisco Pimentel de Zúñiga y Vigil de Quiñones, X conde de Benavente, y de su primera esposa Ignacia de Borja y Centellas.
En 1731 casó con Francisca de Benavides y la Cueva, hija de Manuel de Benavides y Aragón Dávila Corella Portocarrero de la Cueva y Manrique de Padilla, duque de Santiesteban, y de Ana Catalina de Cuevas Arias de Saavedro Pando Tavera y Ulloa, condesa de Castellar. Tras fallecer sin sucesión en 1735, en el año 1738 casó por segundas vez con María Faustina Téllez Girón Claros Pérez de Guzmán el Bueno, hija de José María Téllez-Girón y Benavides, VII duque de Osuna, y de Francisca Bibiana Pérez de Guzmán el Bueno y Mendoza. De todos los hijos que tuvo, María Josepha fue quien heredó la mayor parte de sus señoríos; el resto murió durante la infancia.